# Хамад ібн Тувайні
Хамад ібн Тувайні (*حمد بن ثويني‎‎; 1857 — 25 серпня 1896) — 5-й султан Занзібару e 1893—1896 роках.

## Життєпис
Походив з династії Бусаїдів. Син Тувайні бін Саїда, султана Маскату і Оману народився 1857 року в Маскаті. 1866 року після загибелі батька почалася боротьба за владу в Омані, що завершилася 1870 року сходженням на трон Туркі бін Саїда. З донькою останнього Хамад одружився, але 1874 року розлучився з нею.
1893 року після смерті його стрийка Алі I з ініціативи британської влади стає султаном Занзібару. Для зміцнення свого становища одружився зі стриєчною сестрою Нуну, донькою султана Баргаша. Втім у зовнішній політиці Хамад дотримувався нейтралітету, маневруючи між Великою Британією і Німеччиною, яка на той час встановлювала свою владу до озера Танганьїка. В результаті 1894 року був нагороджений британським Орденом Зірки Індії, а 1895 року — прусським Орденом Червоного орла. Водночас у 1893 році мусив визнати італійський протекторат над областю Бенадір з містом Могадішо, чим відмовитися остаточно від цих володінь. У відповідь британці до 1895 року підпорядкували султану області Віту.
1895 року підтримав повстання племен проти оманського султана Фейсала, можливо розраховуючи на випадок успіху зайняти трон Маскату, відновивши Оманську імперією. Раптово помер у 1896 році, за деякими припущеннями, отруєний Халідом ібн Баргашем.